# Adam Szugajew

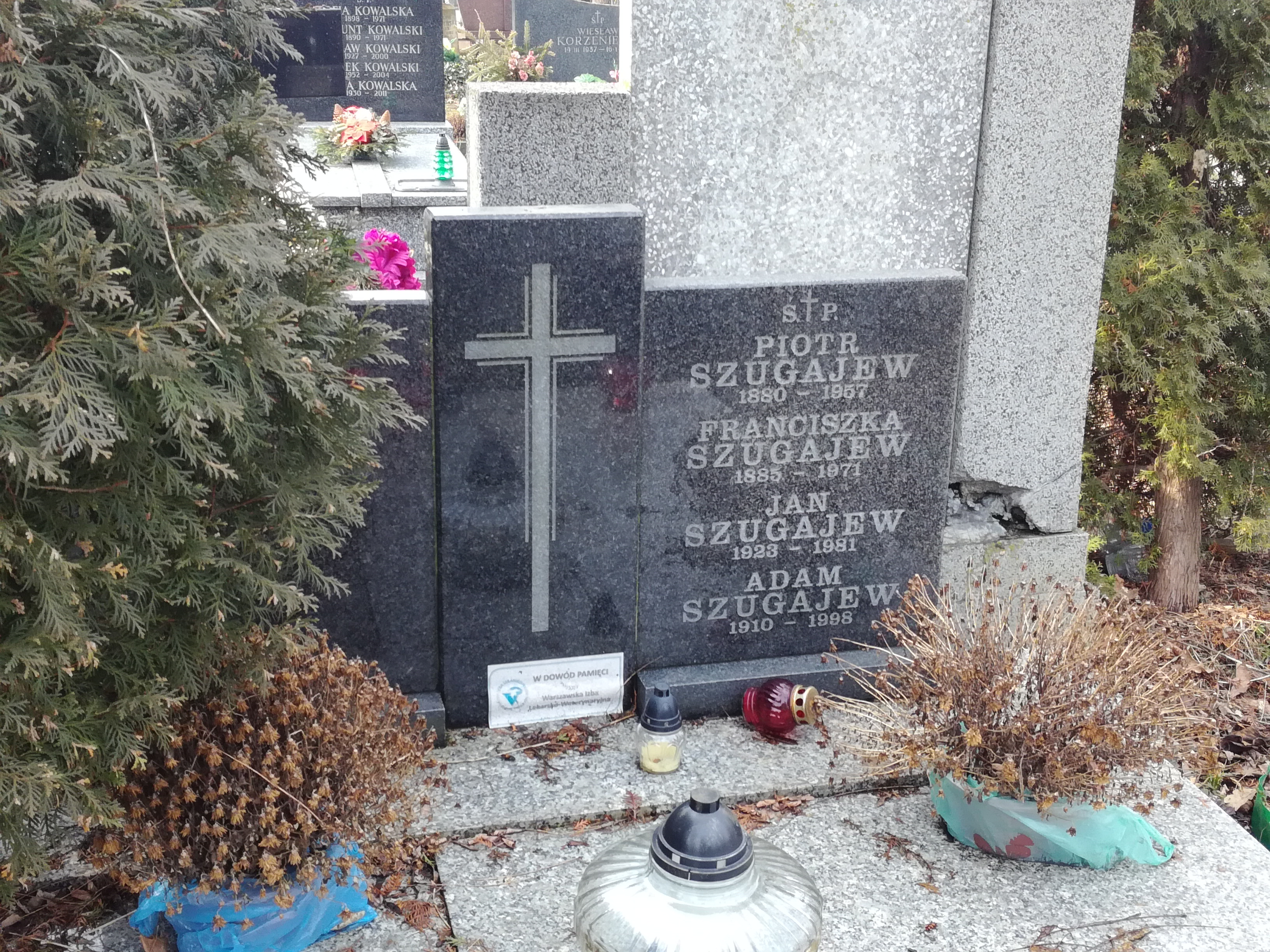
Grób Adama Szugajewa na cmentarzu Bródnowskim

Adam Julian Szugajew (ur. 17 października 1909 w Mińsku Mazowieckim, zm. 4 stycznia 1998 w Wielkiej Brytanii) – podpułkownik dyplomowany saperów inżynier Polskich Sił Zbrojnych.

## Życiorys
Adam Julian Szugajew urodził się w 1909 roku w Mińsku Mazowieckim. Po ukończeniu gimnazjum w Żelechowie w 1922 roku wstąpił do Korpusu Kadetów nr 2 w Modlinie. Następnie kontynuował naukę w Oficerskiej Szkole Inżynierii, którą ukończył w 1929 roku. Pierwszy przydział służbowy otrzymał do batalionu mostowego w Kazuniu, gdzie początkowo był dowódcą plutonu, a następnie komendantem szkoły podoficerskiej. Za szczególne osiągnięcia w służbie został w 1934 roku przeniesiony na stanowisko wykładowcy w Centrum Wyszkolenia Saperów w Modlinie.
Trzy lata później rozpoczął studia w Wyższej Szkole Wojennej w Warszawie. Po jej ukończeniu, latem 1939 roku, został wyznaczony na stanowisko oficera operacyjnego przy szefie sztabu 8 Dywizji Piechoty. Organizował prace związane z przygotowaniem Modlina do obrony. W wojnie obronnej 1939 roku brał udział w bitwie pod Mławą i w walkach odwrotowych 8 Dywizji Piechoty. Walczył w obronie Modlina pełniąc wówczas funkcję oficera operacyjnego przy szefie sztabu 8 Dywizji Piechoty. Po kapitulacji Modlina dostał się do niewoli niemieckiej, z której zbiegł i włączył się do pracy w strukturach konspiracyjnych Związku Walki Zbrojnej. Działał w nich krótko, bo pod koniec 1939 roku został aresztowany przez Gestapo i wysłany do obozu jenieckiego w Colditz na terenie Niemiec. Pod koniec 1944 roku udało mu się zbiec i przedostał się przez linię frontu do wojsk alianckich.
Na początku 1945 roku wstąpił do Polskich Sił Zbrojnych. Otrzymał przydział na stanowisko szefa sztabu dowództwa obozów polskich. Później otrzymał skierowanie do 1 Dywizji Pancernej generała Stanisława Maczka, a stamtąd do sztabu 2 Korpusu Polskiego. Po zakończeniu wojny, w sztabie dowództwa polskiego, zajmował się sprawami związanymi z demobilizacją polskich żołnierzy.
W 1947 roku został zdemobilizowany i osiedlił się w Anglii. Pracował w Manchesterze jako inspektor w zakładach samochodowych, a następnie w zakładach pirotechnicznych. W latach 1964–1966 uczęszczał na studia inżynierskie w Londynie, po ich ukończeniu pracował w Instytucie Inżynierii i Mechaniki. Brał aktywny udział w życiu społecznym Polaków na obczyźnie. W 1967 roku został wybrany prezesem Stowarzyszenia Polskich Saperów na Obczyźnie. W 1985 roku wydał książkę „Saperzy w służbie Polsce”.
Został pochowany na cmentarzu Bródnowskim w Warszawie (kw. 15E-3-18).

## Awanse
- podporucznik – lokata 29 ze starszeństwem z dniem 15 sierpnia 1929 r.[4][5]
- kapitan – ze starszeństwem z dniem 19 marca 1939 r.[6]
- podpułkownik

## Ordery i odznaczenia
- Krzyż Srebrny Orderu Wojennego Virtuti Militari (1939) nr 12009[7]
- Krzyż Komandorski Orderu Odrodzenia Polski (15 stycznia 1987)[8]
- Krzyż Oficerski Orderu Odrodzenia Polski (10 kwietnia 1978)[9]
- Krzyż Kawalerski Orderu Odrodzenia Polski
- Krzyż Walecznych – dwukrotnie
- Złota Odznaka Skarbu Narodowego Rzeczypospolitej Polskiej – trzykrotnie